# 임계초등학교 반천분교
임계초등학교 반천분교는 대한민국 강원특별자치도 정선군 임계면  반천리 188-3에 있었던 공립 초등학교이다.

## 연혁
- 1935년 6월 22일 학교설립
- 1943년 4월 30일 반천국민학교 승격
- 1993년 9월 1일 임계국민학교 반천분교로 격하
- 1996년 3월 1일 임계초등학교 반천분교로 개칭
- 1998년 3월 1일 본교로 통폐합